# La Mojonera
La Mojonera ist eine spanische Gemeinde im Verwaltungsgebiet Poniente Almeriense der Provinz Almería in der Autonomen Gemeinschaft Andalusien. Die Bevölkerung von La Mojonera bestand im Jahr 2024 aus 8.677 Einwohnern.

## Geographie
Die Gemeinde befindet sich  in der Küstenebene des Campo de Dalías, am Fuße der Sierra de Gádor.

## Geschichte
Die Gemeinde entstand 1984 aus Teilen von Felix.

## Wirtschaft
Die Wirtschaft wird von Gemüseanbau in Gewächshäusern dominiert.